# Thymallus arcticus
Thymallus arcticus е вид лъчеперка от семейство Пъстървови (Salmonidae).

## Разпространение
Видът е разпространен в Казахстан, Канада, Китай, Монголия, Русия, САЩ и Северна Корея.